# Vstup do zákona (Aleš Veselý)
Vstup do zákona (2009) je socha-objekt, jedna z mnoha variant bran, které jsou v díle Aleše Veselého zastoupeny v řadě kreseb a modelů a patřily k ústředním tématům jeho tvorby. Je umístěna před Galerií Středočeského kraje v Kutné Hoře.

## Popis a souvislosti

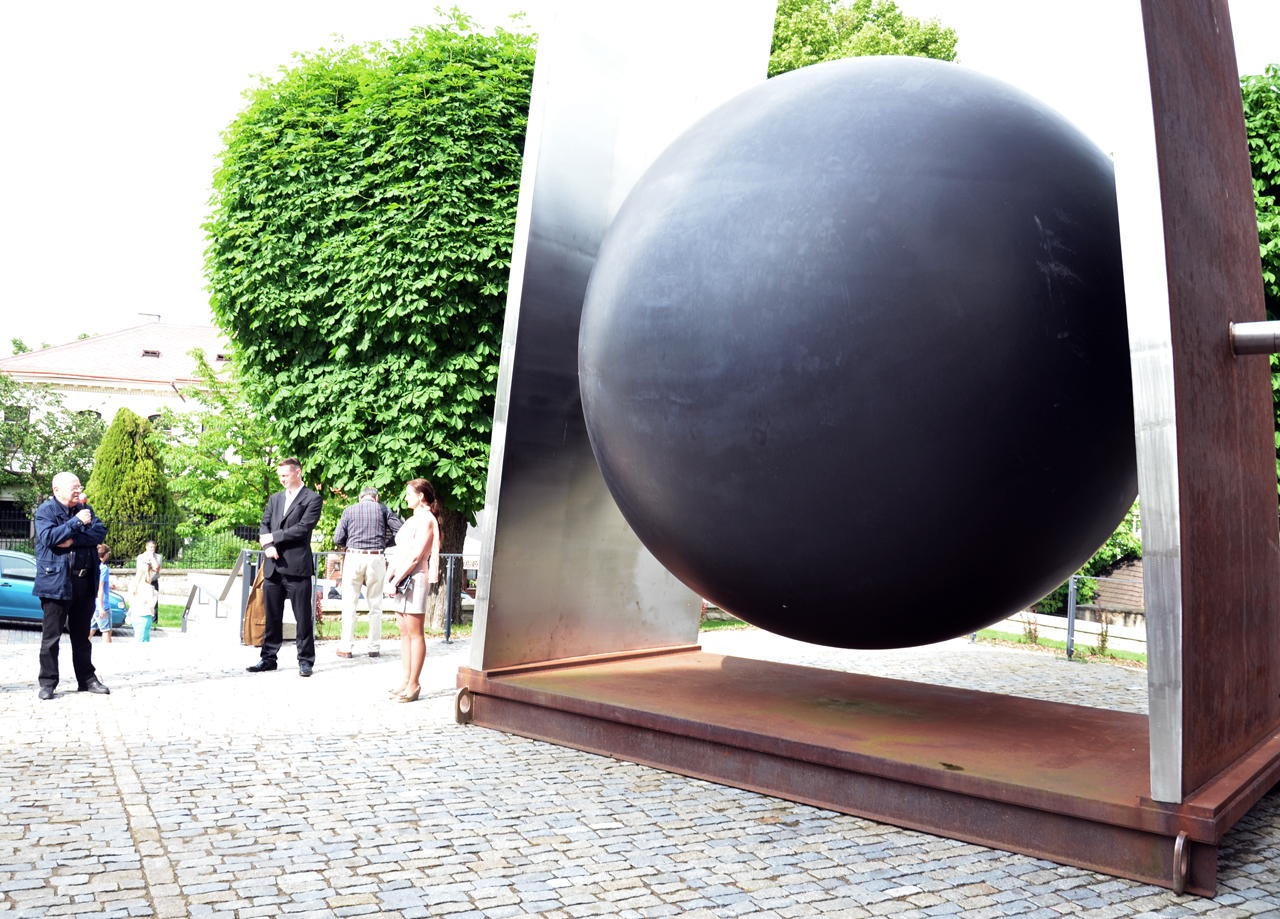
Aleš Veselý při instalaci sochy Vstup do zákona v GASK (2014)

Monumentální socha o výšce přes šest metrů sestává ze dvou šikmých kovových desek upevněných na vodorovné základně. Na vnější straně jsou ocelové desky ponechány v surovém stavu a pokryty rzí, vnitřní stranu tvoří vyleštěný nerezový plech odrážející okolí. Desky tvoří koridor (620 x 250 x 480 cm), v němž je na hřídeli nízko zavěšena matně černá laminátová koule o průměru 380 cm, kterou lze otáčet. Aleš Veselý čerpá z filozofie judaismu a z východního myšlení, které je založené na respektu a uvědomění si jaký je základní zákon univerza a jakou má člověk zodpovědnost. Socha byla oficiálně odhalena v rámci otevření nové stálé expozice Stavy mysli – Za obrazem. Jde o komplexní poselství, tak jako v celém díle Aleše Veselého i ve většině moderního českého sochařství, přestože formální kompozice usiluje o zjednodušení.
Idea sochy je poprvé volně a v poněkud odlišné podobě zaznamenána v kresbě Koridor (1991-1992), modelu pro objekt Kodex a také jako model pro monumentální plastiku Sedm (jedenáct a půl metrů vysoký objekt o základně 17 x 5 m), která měla vzniknout nedaleko Čáslavi, kde se Aleš Veselý narodil.

## Téma bran v díle Aleše Veselého
Východiskem k úvahám na téma brány byla hluboce intimní zkušenost z doby, kdy se Aleš Veselý tři roky po válce s rodiči přestěhoval do Prahy. Jejich byt ve Veletržní ulici se shodou okolností nacházel naproti postrannímu vchodu do areálu provizorních veletržních pavilónů, kde byli za německé okupace shromažďováni Židé před transporty do koncentračních táborů. Touto branou prošla také jeho sestra a otec. Areál byl později zbourán, ale pomyslná socha-brána zůstala v jeho mysli trvale jako připomínka osudového okamžiku. Projít branou znamená překročit určitou hranici.
„Brána“ jako pojem je pro mne především výrazem překročení určitého stupně jinosti, je mírou distance dotyku či hranicí dvou sfér. Pro mě je důležitá ta ambivalence – dvojí vnímání tohoto pojmu. Brána, kterou musím projít, protože je prostě na cestě a dává mi jedinou možnost pokračovat, pokud nechci zůstat stát. Jít dál, anebo se snad vrátit? V situaci osudového uvědomění si hranice, jejíž projití znamená nezrušitelnou změnu – „projdu-li, nevrátím se“.
V textech se autor vrací k branám jako symbolům v nejrůznějších souvislostech. Ve všech je přítomen balvan nebo skála, pod kterými musí člověk projít. Kámen zde zastupuje paměť a místa, kde se odehrály důležité okamžiky minulosti. Jednou variantou je Brána jako memento lidského osudu, se zavěšeným břemenem. Další Brána je koridorem s kusem skály vyzdviženým mezi dvěma ocelovými deskami. Je připomínkou dlouhého putování židovského národa a přetrvávající podvědomou touhou po Jeruzalému. Jiná Brána nabízí jeden vchod, ale dva východy, které nutí člověka učinit vlastní rozhodnutí, možná osudovou volbu. Aleš Veselý považoval za důležité, aby jeho projekty připouštěly více výkladů a měly univerzální charakter, nikoli konkrétní náboženský či historický obsah.